# 旅顺中学校旧址
旅顺中学校旧址，位于辽宁省大连市旅顺口区斯大林路58号，已列为辽宁省文物保护单位。

## 保护
2014年10月，旅顺中学校旧址公布为第九批辽宁省文物保护单位，编号9-164。